# Kimura Toshio
Kimura Toshio (jap. 木村 俊夫; * 15. Januar 1909 in Tōin, Präfektur Mie; † 1. Dezember 1983 in Tokio) war ein japanischer Politiker der Liberaldemokratischen Partei (Jiyūminshutō), der unter anderem 1974 Außenminister war.

## Leben
Kimura Toshio war ein Enkel von Kimura Seitarō (木村 誓太郎) und Sohn von Kimura Hideki/Hideoki (?; 木村秀興), die beide Mitglieder des Repräsentantenhauses (Shūgiin) aus Mie waren. Er selbst absolvierte nach dem Besuch der Oberschule ein Studium an der Fakultät für Politikwissenschaften der Kaiserlichen Universität Tokio und begann nach dessen Abschluss 1938 seine berufliche Laufbahn als Verwaltungsbeamter im Kommunikationsministerium (Teishin-shō). In den folgenden Jahren war er Direktor der Abteilung für Häfen und Naturhäfen der Außenstelle der Marinetransportabteilung des Transportministeriums in Kinki, Beamter im Verbindungsbüro des Ministeriums in Osaka, Sekretär im Büro des Kommunikationsministers, Chef der Sektion Allgemeine Angelegenheiten im Büro des Direktors der Agentur für Marinesicherheit, Chef der Sektion Allgemeine Angelegenheiten sowie Leiter der Abteilung für Öffentlichkeitsarbeit im Büro des Direktors der Allgemeinen Marinebehörde. Nach Ende des Zweiten Weltkrieges war er Präsident der Star Motorcar Traffic Company, Ltd., Leitender Direktor der Genossenschaft der Motor- und Segelbooteigentümer der Präfektur Mie, Direktor der Genossenschaft der Arbeitnehmer im öffentlichen Personennahverkehr der „Metropolis“ Tokio, Präsident der Chuo Sobi Equipment Company sowie Vorsitzender der Kulturvereinigung der Bauern- und Fischerdörfe der Präfektur Mie.
Bei den Wahlen vom 23. Januar 1949 wurde Kimura im Wahlkreis 1 (5 Mandate) der Präfektur Mie als Kandidat ohne Parteinominierung erstmals zum Mitglied des Repräsentantenhauses gewählt und blieb bis 1980 Abgeordneter. Nach seiner ersten Wahl schloss er sich der Demokratisch-Liberalen Partei (Minshu-Jiyū-tō) von Shigeru Yoshida an. Neben seiner Parlamentszugehörigkeit war er Vorsitzender der Liga für Marinetransport. Nach dem Zusammenschluss (Hoshu Gōdō) der Demokratischen Partei Japans (Nihon Minshutō) mit der Liberalen Partei (Jiyū-tō) am 15. November 1955 wurde er Mitglied der neu entstandenen Liberaldemokratischen Partei. Im Juli 1957 übernahm er sein erstes Regierungsamt und war bis Juni 1958 Vizeminister im Transportministerium im umgebildeten ersten Kabinett Kishi. Ferner war er zwischen 1962 und 1963 Vorsitzender des Verkehrsausschusses des Repräsentantenhauses.
1966 wurde er zunächst einer der drei stellvertretenden Chefs/Leiter (fuku-chōkan) des Kabinettssekretariats (Naikaku kambō) und im Anschluss im Zuge einer Umbildung des zweiten Kabinett Satō als Nachfolger von Fukunaga Kenji Chef (chōkan) des Kabinettssekretariats. Auf Bitte von Premierminister Satō Eisaku verzichtete er am 30. November 1968 zugunsten von Hori Shigeru auf dieses Amt und war bis 1971 wieder stellvertretender Chefkabinettssekretär. Bei einer Umbildung des dritten Kabinetts Satō löste er am 5. Juli 1971 Satō Ichirō als Leiter des Amtes für Wirtschaftsplanung (Keizai-kikaku-chō) und verblieb auf diesem Posten bis zum 6. Juli 1972. In dieser Zeit war er kurzzeitig auch kommissarischer Außenminister während sich Außenminister Fukuda Takeo einer Gallensteinoperation unterziehen musste. Danach war er zwischen 1973 und 1974 Vorsitzender des Auswärtigen Ausschusses des Repräsentantenhauses.
Im Zuge einer Umbildung des zweiten Kabinetts Tanaka übernahm er am 16. Juli 1974 von Ōhira Masayoshi den Posten als Außenminister (Gaimu Daijin) und hatte diesen Posten zum Rücktritt des zweiten Kabinett Tanaka am 9. Dezember 1974 inne. Unmittelbar nach seinem Amtsantritt kam es zu einem Austausch mit dem Außenminister der Volksrepublik China, Qiao Guanhua, über die Aufnahme von Verhandlung über den Abschluss eines Friedensvertrages zwischen beiden Ländern. Als Außenminister Funktion besuchte er von Ende Oktober bis Anfang November 1974 Ghana, Nigeria, Zaire, Tansania und Ägypten. Dabei handelte es sich um den ersten Besuch eines führenden japanischen Politikers in Afrika und den Beginn einer Zusammenarbeit zwischen Japan und afrikanischen Staaten. Sein Engagement für die Beziehungen zu Afrika setzte er fort als er 1977 Leiter der LDP-Gruppe für Asien- und Afrika-Studien wurde. Ferner war er Vorsitzender der Parlamentarischen Japanisch-Palästinensischen Freundschaftsgesellschaft und organisierte in dieser Funktion 1981 den Besuch des Vorsitzenden der Palästinensischen Befreiungsorganisation (PLO) Jassir Arafat in Japan. Am 1. Dezember 1983 verstarb er in einem Tokioter Krankenhaus an den Folgen einer Herzinsuffizienz.

## Hintergrundliteratur
- Jun Morikawa: Japan and Africa: Big Business and Diplomacy, S. 72 u. a., Africa World Press, 1997, ISBN 0-86543-577-4